# Краснофлотец
Краснофло́тец — воинское звание и должность военнослужащего рядового состава РККФ с февраля 1918 года, как персональное воинское звание введено в 1935 году. В армии в 1918—1946 годах званию краснофлотца соответствовало звание красноармеец.  В феврале 1946 года в ВМФ ВС СССР это звание заменено званием матрос.
| Младшее звание: Нет                                                              |
| Краснофлотец                                                                     |
| Старшее звание: Отделённый командир (1935—1940) Старший краснофлотец (1940—1946) |